# Ornithocidium
× Ornithocidium (abreviado Orncm) es un híbrido intergenérico entre los géneros de orquídeas Oncidium × Ornithophora. Fue publicado en Orquídea (Rio de Janeiro) 29: 181 (1967).

## Especies
- ×Ornithocidium roczonii Leinig, Bradea 2: 62 (1976).